# União Democrata Ásia-Pacífico
A União Democrata Ásia-Pacífico (em inglês: Asia Pacific Democrat Union, abreviada como APDU), denominada, até 1998, União Democrata do Pacífico (Pacific Democrat Union, PDU) é uma associação internacional regional de partidos políticos de centro-direita e de direita. Integra a União Democrática Internacional.
O ex-primeiro-ministro do Sri Lanka, Ranil Wickremesinghe  preside  a APDU desde 2005.
Fundada em 1982, por partidos membros da União Democrata Europeia (European Democrat Union), a organização tem como objetivo declarado promover a liberdade e a livre iniciativa, analisando questões de organização política e de políticas de interesse dos partidos membros. 

## Membros
| País          | Partido                          | Assentos no legislativo | Assentos no legislativo | Total em porcentagem | Status   |
| País          | Partido                          | Câmara baixa            | Câmara alta             | Total em porcentagem | Status   |
| ------------- | -------------------------------- | ----------------------- | ----------------------- | -------------------- | -------- |
| Austrália     | Partido Liberal                  | 40 / 151                | 25 / 76                 | 28,63%               | Oposição |
| Bangladesh    | Partido Nacionalista             | 7 / 350                 | Legislativo unicameral  | 2,00%                | Oposição |
| Canadá        | Partido Conservador              | 116 / 338               | 15 / 105                | 29,57%               | Oposição |
| Chile         | Renovação Nacional               | 25 / 155                | 12 / 50                 | 18,05%               | Oposição |
| Coreia do Sul | Partido do Poder Popular         | 108 / 300               | Legislativo unicameral  | 36,00%               | Governo  |
| El Salvador   | Aliança Nacionalista Republicana | 2 / 60                  | Legislativo unicameral  | 3,33%                | Oposição |
| EUA           | Partido Republicano              | 219 / 435               | 49 / 100                | 50,09%               | Oposição |
| Filipinas     | Partido Nacionalista             | 36 / 316                | 4 / 24                  | 11,76%               | Governo  |
| Índia         | Partido do Povo Indiano          | 240 / 543               | 93 / 245                | 42,26%               | Governo  |
| Indonésia     | Partido do Despertar Nacional    | 58 / 575                | Câmara apartidária      | 10,09%               | Governo  |
| Japão         | Liberal Democrata                | 260/465                 | 118/245                 | 53,24%               | Governo  |
| Maldivas      | Partido Democrático Maldiviano   | 12 / 93                 | Legislativo unicameral  | 12,90%               | Oposição |
| Mongólia      | Partido Democrático              | 9 / 76                  | Legislativo unicameral  | 11,84%               | Oposição |
| Nepal         | Partido Nacional Democrático     | 14 / 275                | 0 / 59                  | 4,19%                | Oposição |
| Nova Zelândia | Partido Nacional                 | 49 / 123                | Legislativo unicameral  | 39,84%               | Governo  |
| Sri Lanka     | Partido Nacional Unido           | 1 / 225                 | Legislativo unicameral  | 0,44%                | Governo  |
| Tailândia     | Partido Democrata                | 25 / 500                | Legislativo unicameral  | 5.00%                | Oposição |
| Taiwan        | Kuomintang                       | 52 / 113                | Legislativo unicameral  | 46,02%               | Oposição |